# 디에고 바레토
디에고 다니엘 바레토 카세레스(스페인어: Diego Daniel Barreto Cáceres, 1981년 7월 16일 ~ )는 파라과이의 전 축구 골키퍼이다. 동생은 에드가르 바레토이다.
동생과 마찬가지로 세로 포르테뇨에서 시작했다. 그 무렵 그는 모데스토 산도발과 알도 보바디야의 일원으로써 훈련 중이었다.
2004년 아테네 올림픽에서 축구 금메달을 획득한 바 있다. 또한 그는 대한민국과 이라크를 패배시키고, 아르헨티나를 이기기도 했다.
그는 또한 이태리 여권도 소유하고 있다. 2008년에는 FC 로카르노에서 활동했다. 훗날 그는 세로 포르테뇨로 복귀했다.
그는 재빠른 반사와 뛰어난 방어로 유명하다. 이는 바레토를 파라과이에서 제일 유명한 축구 골키퍼의 하나로 만드는 이유였다.